# 文井乡
文井乡，是中华人民共和国四川省成都市新津区曾经下辖的一个乡。2019年12月，撤销文井乡、新平镇，设立宝墩镇。

## 行政区划
文井乡撤销前下辖以下地区：
张场社区、李柏村、大明村和玉龙村。